# George Ripley
George Ripley (1415 – 1490) è stato un alchimista inglese.

## Biografia
Dopo aver viaggiato per l'Europa, George Ripley torna in Inghilterra nel 1478, dove si dedica alla pratica di alchimista e alle realizzazione di diverse opere teoriche.

## Opera
George Ripley è influenzato dalla dottrina alchemica attribuita a Raimondo Lullo, sia nel Testamento che nella Cantilena, e all'insegnamento lulliano di Guido di Montanor.
I suoi lavori più importanti sono il Liber duodecim portarum e la Pupilla alchemiae, dedicata ai paralleli fra la religione cristiana e l'alchimia.
Sul modello di quella di Lullo, Ripley compone una Cantilena, nella quale opera una codificazione sistematica delle figure alchemiche ormai declinate esclusivamente come simboli anziché come indicazioni operative.

### Edizioni delle Opere
- Georgii Riplaei, Omnia Opera Alchemica, Cassel, 1649.

### Studi generali
- Carl Gustav Jung, Opere, xii, Torino, Boringhieri, 1981.